# 錫赫洛瓦泰
48°58′44″N 22°57′12″E / 48.97889°N 22.95333°E
錫赫洛瓦泰（羅馬化：Syhlovate）是烏克蘭西部利維夫州桑比爾區博里尼亞市鎮的村莊。該村始建於1580年，面積1.1平方公里，海拔高度744米，2001年人口833，人口密度每平方公里757.27人。